# Henry Campbell
Pour les articles homonymes, voir Campbell.
Henry Campbell est un ecclésiastique anglican britannique né le 11 octobre 1887 et mort le 26 décembre 1970. Il est successivement évêque de Willesden en 1940, de Kensington en 1942, de Guildford en 1949, et enfin de Londres en 1956. Il prend sa retraite en 1961.